# Lett rubel
A lett rubel Lettország pénzneme volt 1919 és 1922, majd ismét 1992 és 1993 között, váltópénze a kopejka.

## Története[1][2]

### Első rubel
Lettország függetlensége után az országban különböző pénznemek voltak forgalomban: a szovjet rubel, a német márka, a birodalmi márka, a cári rubel, a duma rubel és a kerenkas, valamint városok által kiadott bankjegyek. 1918. december 11-én Lettország pénzügyi minisztériuma meghatározta a hivatalos átváltási rátákat, és a három hivatalos valutát, de az országnak még mindig nem volt saját pénzneme. 1919. március 22-én Lettország kormánya engedélyezte a pénzügyi minisztériumnak, hogy saját bankjegyeket bocsásson ki, amelyeket rubelnek és kopejkának hívtak. 1919-ben 1, 5, 10, 25, 50, 100 és 500 rubeles bankjegyeket bocsátottak ki, amelyeket 1920-ban az 5, 10, 25 és 50 kopejkások követtek. A bankjegyek terveit Jūlijs Madernieks, Burkards Dzenis, Vilhelms Krūmiņš, Hermanis Grīnbergs és Rihards Zariņš lett művészek készítették. Az önálló lett pénznem alapjai készen voltak, habár a német és orosz valuták még mindig hivatalos pénznemek voltak. 1922. augusztus 3-án a miniszteri kabinet elfogadta a Pénz szabályozása nevű törvényt, amivel a lat lett Lettország új pénzneme.

### Második rubel
Lettország ismételt függetlensége után új nemzeti valutát, a latot szerették volna bevezetni, de az ország inflációja túl magas volt egy új pénznemhez, így egy ideiglenes valutát, a rubelt vezették be. 1992. május 4-én az ország kormánya új nemzeti valutát helyezett forgalomba, a második rubelt.

## Bankjegyek[3]

### Első rubel

#### Nemzeti kiadások
| Előlap                                  | Hátlap | Érték      | Méret       | Kiadás éve |
| --------------------------------------- | ------ | ---------- | ----------- | ---------- |
|                                         |        | 5 kopejka  | 55 × 35 mm  | 1920       |
|                                         |        | 10 kopejka | 55 × 35 mm  | 1920       |
|                                         |        | 25 kopejka | 55 × 35 mm  | 1920       |
|                                         |        | 50 kopejka | 55 × 35 mm  | 1920       |
|                                         |        | 1 rubel    | 108 × 70 mm | 1919       |
|                                         |        | 1 rubel    | 110 × 70 mm | 1919       |
|                                         |        | 5 rubel    | 120 × 75 mm | 1919       |
|                                         |        | 10 rubel   | 129 × 81 mm | 1919       |
|                                         |        | 25 rubel   | N/A         | 1919       |
|                                         |        | 50 rubel   | N/A         | 1919       |
|                                         |        | 100 rubel  | N/A         | 1919       |
|                                         |        | 500 rubel  | N/A         | 1919       |
| A képeken 1 pixel 1,4 mm-nek felel meg. |        |            |             |            |

#### Rigai kiadások
| Előlap                                  | Hátlap | Érték    | Méret       | Kiadás éve |
| --------------------------------------- | ------ | -------- | ----------- | ---------- |
|                                         |        | 1 rubel  | 93 × 53 mm  | 1919       |
|                                         |        | 3 rubel  | 112 × 62 mm | 1919       |
|                                         |        | 5 rubel  | 115 × 70 mm | 1919       |
|                                         |        | 10 rubel | 103 × 73 mm | 1919       |
| A képeken 1 pixel 1,4 mm-nek felel meg. |        |          |             |            |

### Második rubel
| Előlap | Hátlap | Érték     | Méret       | Kiadás éve |
| ------ | ------ | --------- | ----------- | ---------- |
|        |        | 1 rubel   | 120 × 60 mm | 1992       |
|        |        | 2 rubel   | 120 × 60 mm | 1992       |
|        |        | 5 rubel   | 120 × 60 mm | 1992       |
|        |        | 10 rubel  | 120 × 60 mm | 1992       |
|        |        | 20 rubel  | 120 × 60 mm | 1992       |
|        |        | 50 rubel  | 120 × 60 mm | 1992       |
|        |        | 200 rubel | 120 × 60 mm | 1992       |
|        |        | 500 rubel | 120 × 60 mm | 1992       |